# بلقشة شائعة
البلقشة الشائعة أو البط الغواص الشائع (الاسم العلمي: Mergus merganser)، هو نوع من الطيور يتبع جنس البلقشة ضمن فصيلة البطية ضمن رتبة الأوزيات.

## الوصف
لهذه البلقشة منقار منشاري كبير وضخم. وللذكر رأس أسوَد ذو لمعان أخضر، وأشعث في الخلف، ومنقار طويل ضيّق أحمر زاهٍ ينتهي بطرف أعقف قليلاً. الظهر أسوَد؛ وهو أبيَض الرقبة والصّدر والجنبَين، مع مسحة ورديّة أو قشديّة من الأمام. وفي طيرانه القوي والسريع تبدو مقدمة الجناح بيضاء برمّتها. للأنثى رأس أمغر وأشعث من الخلف، ومنقار أحمر وحلق أبيض قليلاً والأجزاء البطنيّة ضاربة إلى البياض. صامتة عدا عند المغازلة، حيث يُطلق الذكر نغمات جشّاء متنوّعة.

## الانتشار والموئل
تتكاثر في المنطقة حول القطبيّة من الإقليم الشمالي التامّ عند الأنهار والمياه العذبة، وخصوصاً في الغابات. تشتو أساساً جنوباً على المسطحات المائية العذبة والقليلة الملوحة المكشوفة.